# Ochodaeus mongolicus
Ochodaeus mongolicus är en skalbaggsart som beskrevs av Rudolph Petrovitz 1967. Ochodaeus mongolicus ingår i släktet Ochodaeus och familjen Ochodaeidae. Inga underarter finns listade i Catalogue of Life.